# 美国网球公开赛
美國網球公開賽（英語：US Open）是每年度第4項也是最後1項網球大滿貫公開賽，通常在8月底至9月初舉行，賽事共分為男子單打、女子單打、男子雙打、女子雙打、男女混合雙打五項，并设有青少年组与轮椅组的比賽。自1978年開始賽事在位于紐約市皇后区法拉盛草原可乐娜公园的美国网球协会比利·简·金国家网球中心舉行。

## 歷史
美國網球公開賽起初是由二項不同的賽事而來：男子賽事和女子賽事。第一屆的比賽（僅男子比賽）於1881年8月首次於罗德岛州的紐波特賭場舉辦，賽事名稱為美国单打大奖赛（U.S. National Singles Championship），只有屬於美國國家草地網球協會（United States National Lawn Tennis Association）會員的俱樂部能獲准參加比賽。
1900年，美国男子双打大奖赛（U.S. National Men's Doubles Championship）首次舉辦。比賽分別在美國東、西部舉行，以角逐出最佳的隊伍（地區冠軍）。而後這些隊伍將參加季后赛，獲勝者將可和衛冕冠軍進行比賽。赛事举办初期，美网的比赛是在草地上进行的。
在男子賽事舉辦了6年之後，第一屆美国女子单打大奖赛（U.S. Women's National Singles Championship）於1887年在费城板球俱乐部（Philadelphia Cricket Club）舉行，之後又於1889年舉辦了美国女子双打大奖赛（U.S. Women's National Doubles Championship）。首次的美国混合双打大奖赛（U.S. Mixed Doubles Championship）也伴隨著女子單打和雙打而展開。
1968年“公开时代”開始時，上述五項賽事合併成為“美國公開賽”，比賽於紐約市皇后区森林小丘的西区网球俱乐部舉行。從1968年開始，這項賽事開放給所有的職業選手參加。當年有96名男子選手和63名女子選手參賽，總獎金為10萬美元。1975年，美网赛事的场地由草地变为土场，1978年，比賽場地從森林小丘移至現今位於法拉盛草原公园的場地（USTA國家網球中心），比赛场地也由以前的土场转变为了硬地场地。美网也是唯一经历过三种不同比赛场地的大满贯，美国人康纳斯也是唯一在三种不同场地类型的美网比赛中都曾经夺冠的选手。
比赛规则方面，自1970年起，美网比赛单打赛事的决胜盘引入了抢七决胜（6比6时），是首个决胜盘采用抢七的大满贯，温网、澳网直到2019年才引用抢七以及超級搶十。同时，美网开赛前，在一系列北美硬地赛事组成的美网系列赛（罗杰斯杯，辛辛那提站等）中取得前三名的选手，在美网的奖金均会有不同程度的提高，如果在美网系列赛和美网夺冠，更是可以获得100万美元的额外奖金，目前仅有少数选手获得过美网冠军额外奖金（男子：费德勒 2007年，纳达尔 2013年，女子：克里斯特尔斯 2005年，小威廉姆斯 2013-2014年）。这一规则也是在四大满贯赛中独树一帜。
70年代末～80年代是網球運動的光輝期，不少網壇巨星都在美網留下輝煌的紀錄，亚瑟·阿什拿下公開賽第一座冠軍，80年代美國名將占美·干納斯與約翰·麥肯羅兩人從74～85年之間，創下連續12年都有美國球員打進決賽的光榮成就，並奪取其中九次冠軍（干納斯拿下五冠，麥肯羅在79-81年實現三連冠，84年四度封王）。其中，兩人更齊力阻擋11屆大滿貫冠軍比約恩·博里的封王美夢，令其四度鎩羽而歸（76、78、80、81），80年代後期，伊萬·倫德爾也實現男單三連冠（85、86、87），90年代，年僅19歲皮特·森柏斯成為美網史上最年輕的冠軍，此後，在十二年之內，拿下五座男單冠軍（90、93、95、96、02）。後來的冠軍斯特凡·埃德贝里、帕特里克·拉夫特、安德烈·阿加西，都在法拉盛完成一場場經典的戰役，進入21世紀，繼起的一代球王罗杰·费德勒實現五連冠（04至08），2010年代，紅土之王拉斐爾·拿度四度舉起冠軍獎盃（10、13、17、19），完成生涯大滿貫的成就，澳網之王诺瓦克·德约科维奇，同樣四度封王（11、15、18、23）。
女單部分，同樣產生了幾位偉大的冠軍。六屆美網女單冠軍克里斯·埃弗特，當時她與四屆冠軍瑪蒂娜·納芙拉蒂洛娃之間的爭霸堪稱網壇一大盛事。80年代末期至90年代，繼起的一代球后施特菲·格拉芙亦五度捧起后冠，之後的冠軍莫妮卡·莎莉絲、阿蘭查·桑切斯·維卡里奧、瑪蒂娜·辛吉斯與林賽·達文波特留下不少精彩的賽事。進入到21世紀女子強力網球蓬勃之際，其中威廉絲姊妹：維纳斯·威廉姆斯與塞雷娜·威廉姆斯於1999年至2002年總計四年間，她們分別二度捧起冠軍獎盃，特別是後者在1999年，以17歲的年紀，奪下個人第一項大滿貫賽事冠軍，之後又四度拿下冠軍（08年，包括12至14年的三連霸）。比利時雙姝賈斯汀·海寧與金·克萊斯特絲也在法拉盛封后，後者又在09年，持外卡奪下冠軍，又在10年完成衛冕。

## 獎金
2018年度獎金（美元）如下:
| 項目  | 冠軍      | 決賽      | 準決賽  | 第四輪  | 第三輪  | 第二輪  | 第一輪 | 會外賽 第三輪 | 會外賽 第二輪 | 會外賽 第一輪 |       |
| 單打  | 3,800,000 | 1,850,000 | 925,000 | 475,000 | 266,000 | 156,000 | 93,000 | 54,000        | 30,000        | 16,000        | 8,000 |
| 雙打* | 700,000   | 350,000   | 166,400 | 85,275  |         | 27,876  | 16,500 | 不適用        | 不適用        | 不適用        |       |
| 混雙* | 155,000   | 70,000    | 30,000  | 15,000  | 10,000  | 5,000   | 不適用 | 不適用        | 不適用        |               |       |

## 球場

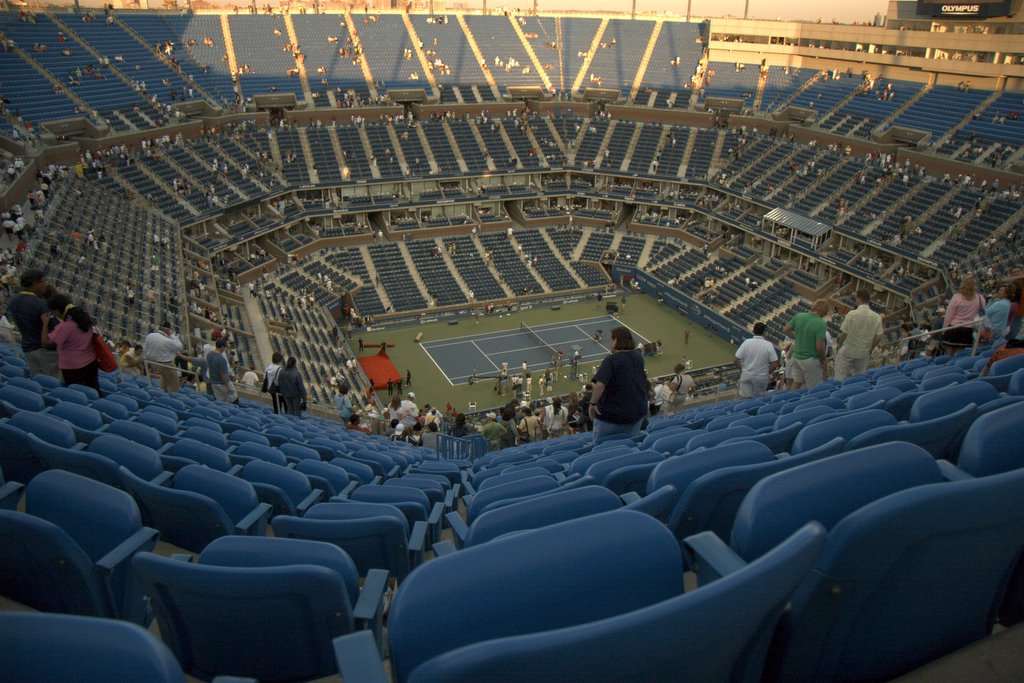
阿瑟·阿什球場

主要球場為有2萬3000個座位的亞瑟·艾許球場，以1968年贏得男子單打冠軍的著名非洲裔美國網球選手阿瑟·阿什命名。亞瑟·阿什在1993年死於愛滋病，他在接受心臟手術時因輸血而感染上这种病毒。之後命名球場以示紀念。2號球場路易斯·阿姆斯特朗体育场（Louis Armstrong Stadium）則以路易斯·阿姆斯特朗命名，在阿瑟·阿什球場落成前為主要球場。所有球場均為硬地球場，這也使得美國公開賽的比賽球速總是非常地快。
美國公開賽拥有一个獨特之处，它是僅有的在大部分球場設有照明設備的大滿貫賽事。這意味著電視轉播能夠延伸到晚上的黃金時段以增加收視率。女單決賽甚至因此由星期六下午移至晚上。
在2005年，美國公開賽和所有的美國公開賽系列賽的球場都採用藍色內場和綠色外場以顯示同一性，並為了更容易看清楚球。這項改變在球員和觀眾中反响不一，有人认为藍色的場地並不能使球看得更清晰。
美网比赛采用DecoTurf硬地材质，相对于澳网硬地来说球速更快，属于快速硬地类型。

## 冠軍得主
- 男子单打
- 女子单打
- 男子双打
- 女子双打
- 混合双打

## 外部連結
- 官方網站 （页面存档备份，存于）
- 美國網球公開賽的Instagram帳戶 （页面存档备份，存于）
- 美國網球公開賽的X（前Twitter）
- 美國網球公開賽的Facebook專頁 （页面存档备份，存于）
- 美國網球公開賽的YouTube頻道 （页面存档备份，存于）